# Coppa Charles Drago
La Coppa Charles Drago, ufficialmente in francese Coupe Charles Drago, fu una competizione calcistica francese organizzata dalla Ligue de football professionnel e riservata alle squadre professionistiche eliminate dalla Coppa di Francia prima dei quarti di finale.
Fu disputata dal 1953 al 1965. Può essere considerata come precursore della Coupe de la Ligue.

## Albo d'oro
- 1953  Sochaux (1)
- 1954  Stade Reims (1)
- 1955  Saint-Étienne (1)
- 1956  Nîmes (1)
- 1957  Olympique Marsiglia (1)
- 1958  Saint-Étienne (2)
- 1959  Lens (1)
- 1960  Lens (2)
- 1961  Monaco (1)
- 1962  Besançon (1)
- 1963  Sochaux (2)
- 1964  Sochaux (3)
- 1965  Lens (3)

## Riepilogo dei titoli
| Squadra             | Vittoria | Finale persa | Anni vittoria    | Anni finale persa |
| ------------------- | -------- | ------------ | ---------------- | ----------------- |
| Lens                | 3        | 1            | 1959, 1960, 1965 | 1957              |
| Sochaux             | 3        | 0            | 1953, 1963, 1964 | —                 |
| Saint-Étienne       | 2        | 0            | 1955, 1958       | —                 |
| Monaco              | 1        | 0            | 1961             | —                 |
| Olympique Marsiglia | 1        | 0            | 1957             | —                 |
| Stade Reims         | 1        | 0            | 1954             | —                 |
| Nîmes               | 1        | 0            | 1956             | —                 |
| Besançon            | 1        | 0            | 1962             | —                 |
| Lilla               | 0        | 2            | —                | 1954, 1956        |
| Sedan               | 0        | 2            | —                | 1955, 1963        |
| Tolosa              | 0        | 1            | —                | 1953              |
| Nizza               | 0        | 1            | —                | 1958              |
| Valenciennes        | 0        | 1            | —                | 1959              |
| Toulon              | 0        | 1            | —                | 1960              |
| Le Havre            | 0        | 1            | —                | 1962              |
| Forbach             | 0        | 1            | —                | 1964              |
| Bordeaux            | 0        | 1            | —                | 1965              |
| Strasburgo          | 0        | 1            | —                | 1961              |